# Manduca quinquemaculatus

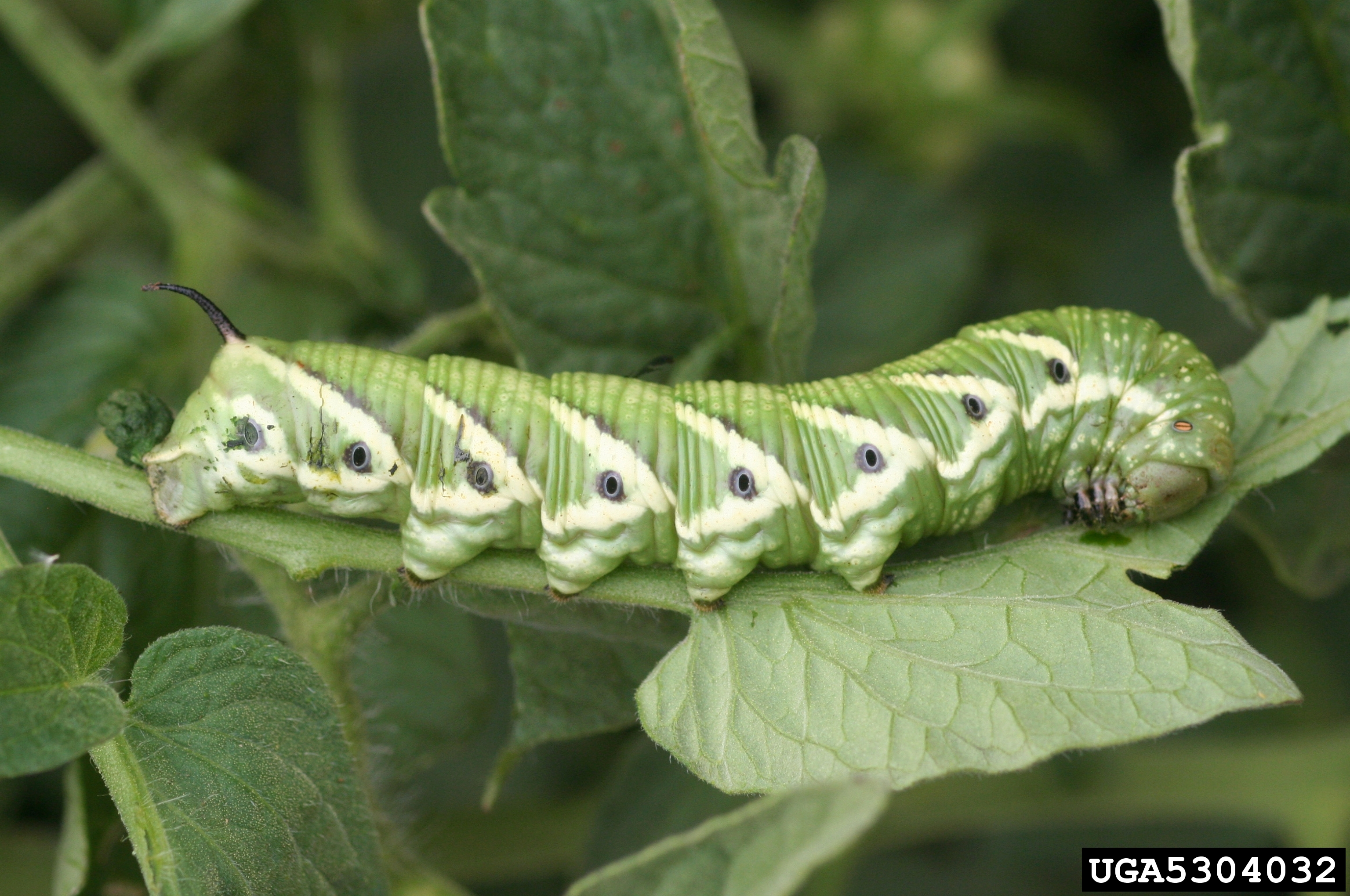
Raupe von Manduca quinquemaculata

Manduca quinquemaculatus ist ein Schmetterling (Nachtfalter) aus der Familie der Schwärmer (Sphingidae).

## Merkmale
Die Falter haben eine Vorderflügellänge von 52 bis 57 Millimetern. Die Art kann sehr leicht mit Manduca sexta verwechselt werden. Sie hat jedoch keine bräunliche, sondern eine gräuliche Grundfarbe. Auf den Vorderflügeln haben die Tiere eine blasse, ziemlich gerade, gräulich-weiße Binde vom Analwinkel bis etwa zur Hälfte des Außenrandes, an der parallel eine gleichmäßige schwarze Linie verläuft. M. sexta hat an dessen Stelle ein gezacktes weißes Band. Am Thorax ist M. sexta einfärbig braun gefärbt, M. quinquemaculatus hat einen heller gefärbten Thorax, dessen Tegulae dunkel gefärbt sind. Die Färbung und Musterung der Art ist nicht variabel.

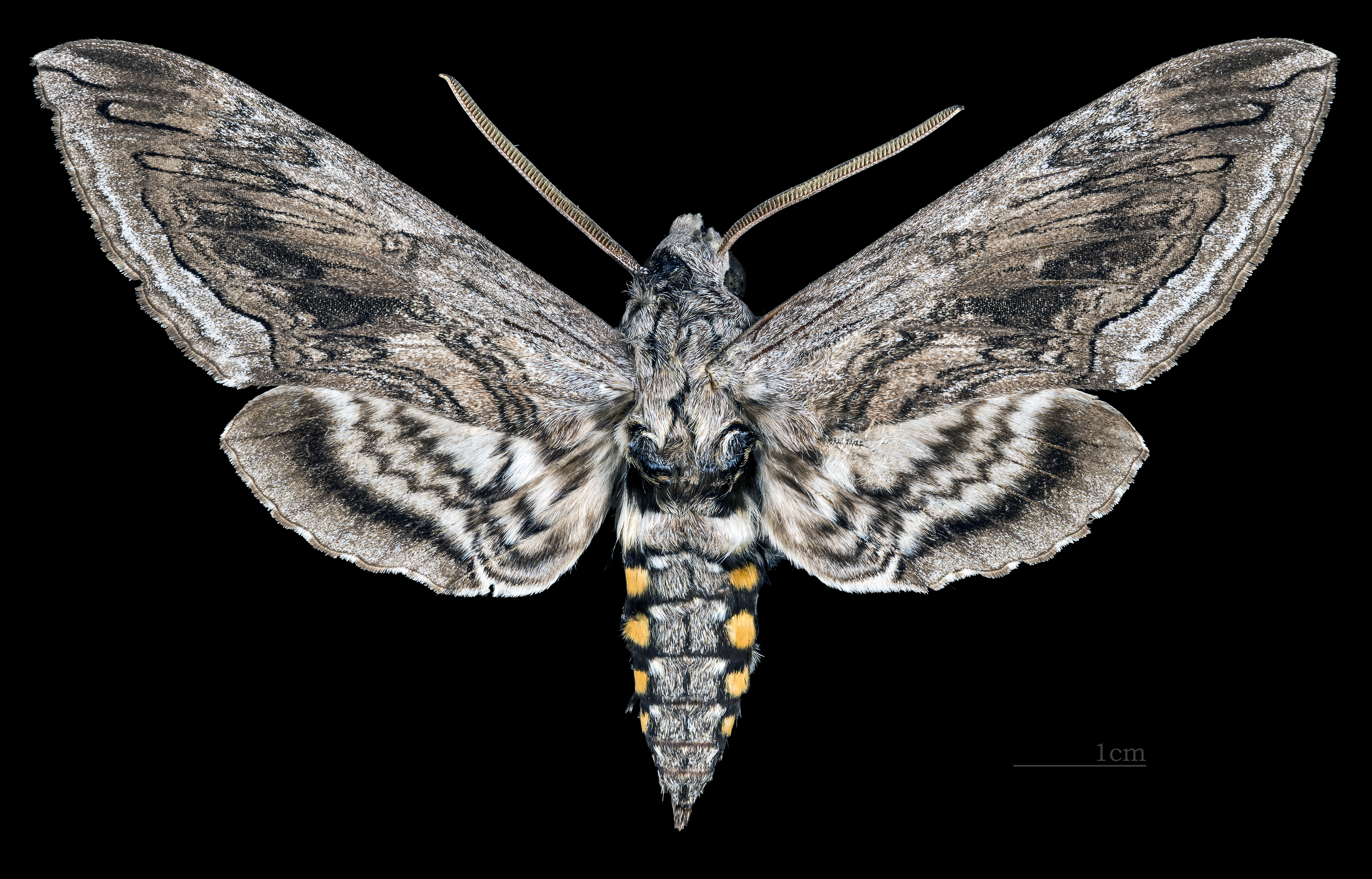
♂ Dorsalansicht
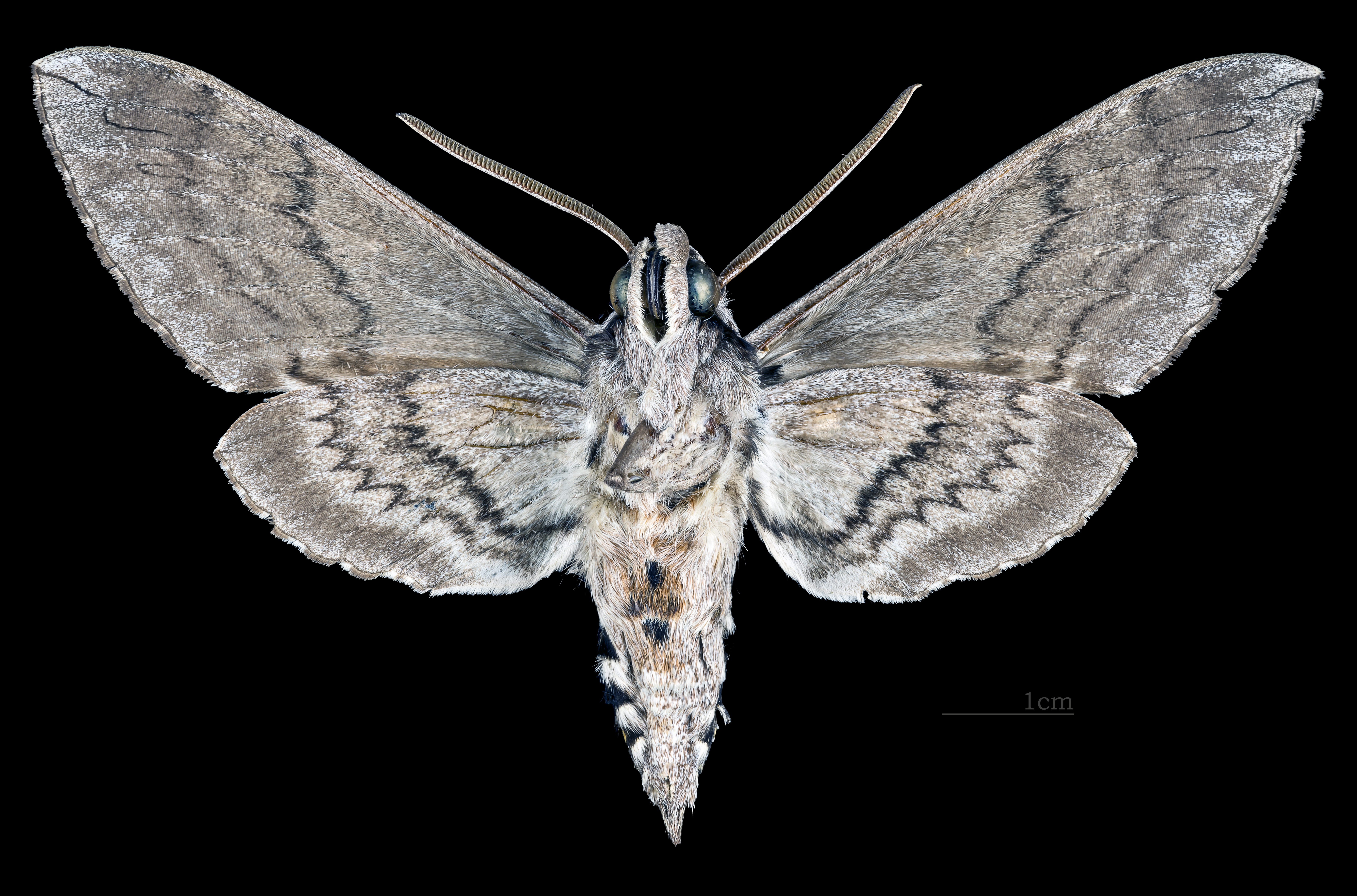
♂  △ Ventralansicht
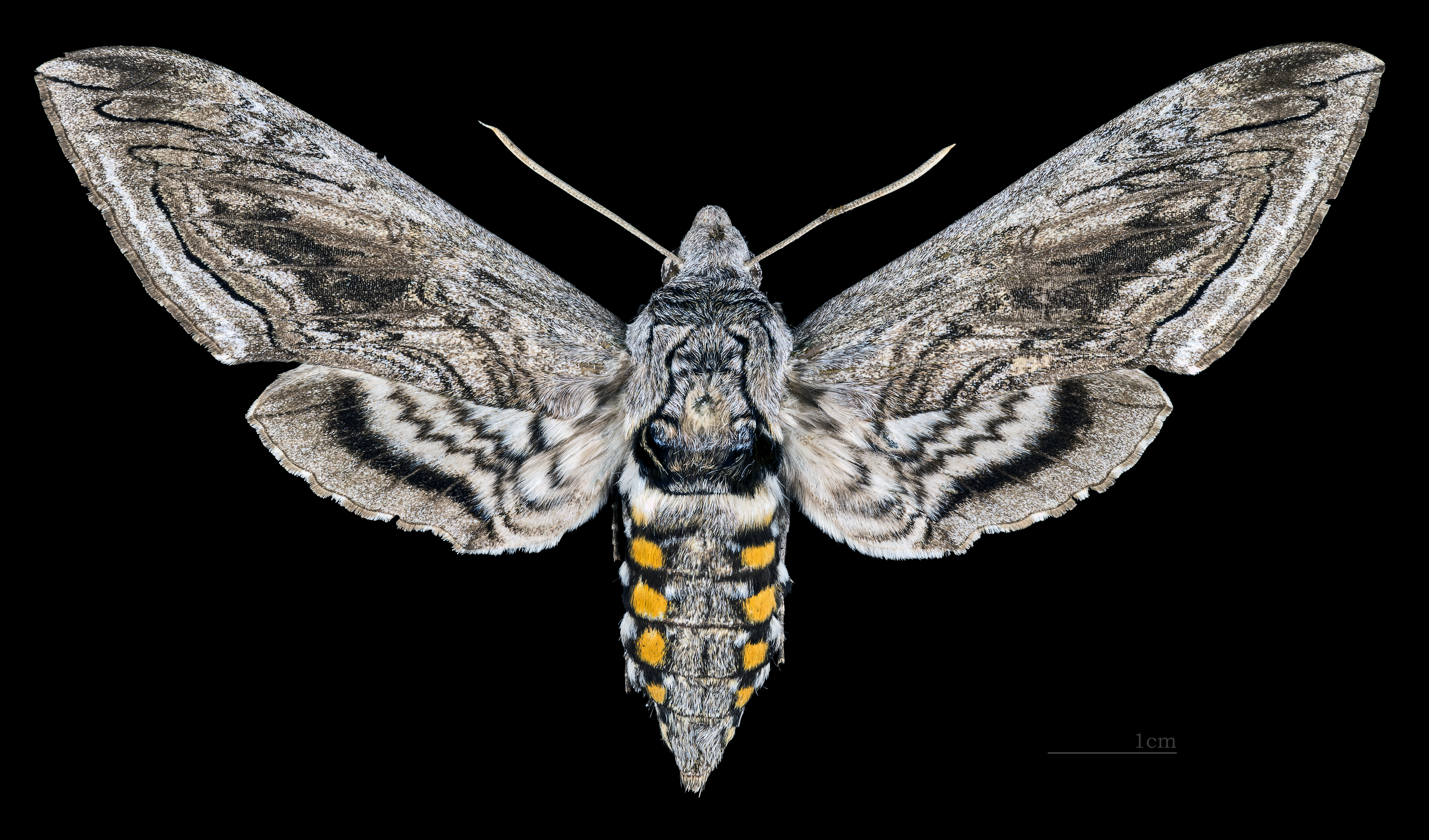
♀  Dorsalansicht
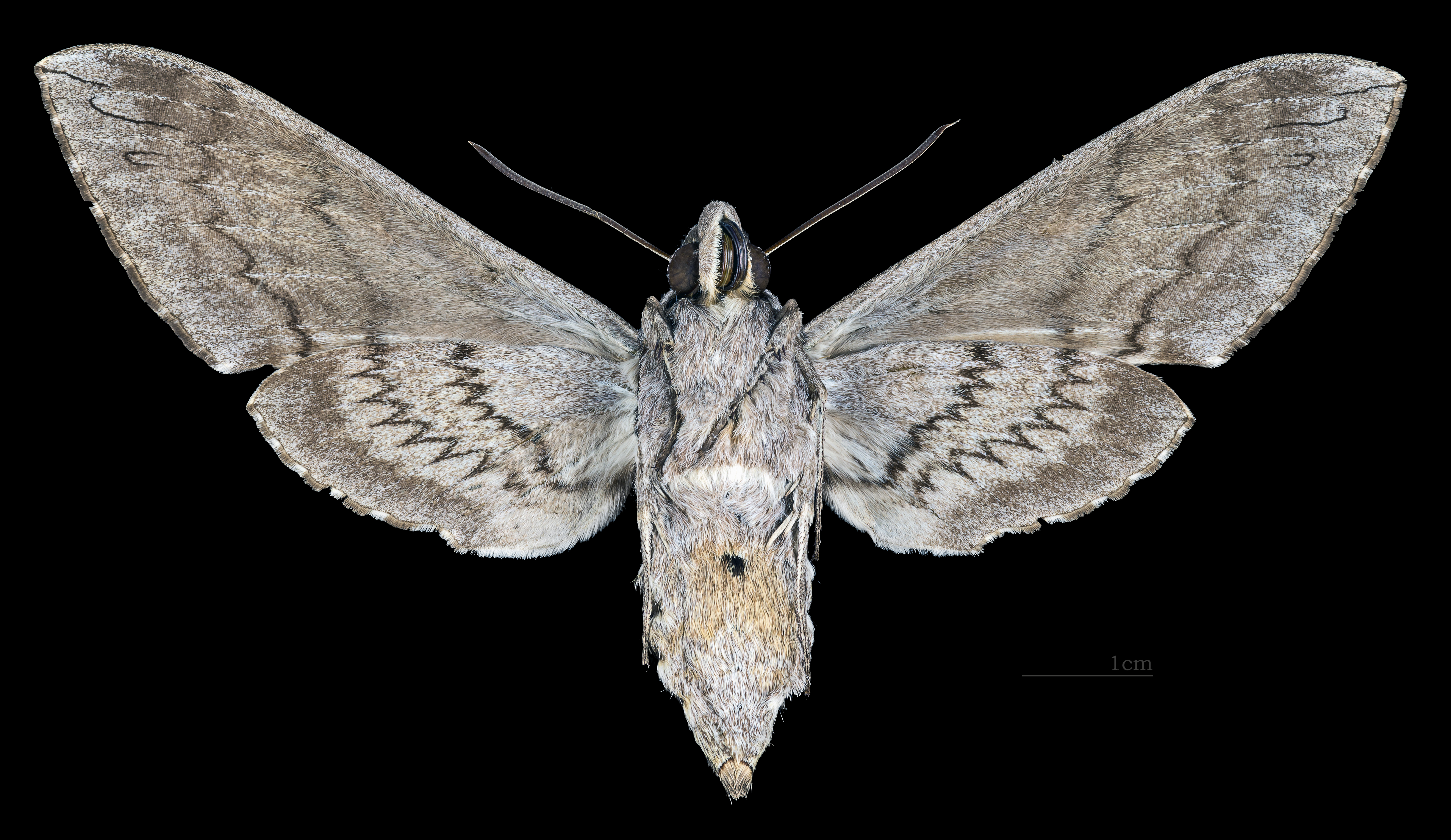
♀ △ Ventralansicht

Die Raupen treten häufig gemeinsam mit denen der ähnlichen Art auf. Sie tragen sieben Paar schräger, weißer Seitenstreifen, die jedoch nicht dunkel begrenzt sind. Auch reichen sie nicht auf das nächste Körpersegment nach hinten. Hinzu kommt, dass jeder Streifen unter den Stigmen mit einem waagerechten Streifen verbunden ist und die beiden Streifen gemeinsam ein charakteristisches „V“ bilden.
Die Puppe ist rotbraun und hat eine glatte Oberfläche. Wie auch bei M. sexta besitzt sie eine hervorstehende, freie Rüsselscheide. Der Kremaster ist ziemlich kurz und hat eine Doppelspitze.

## Vorkommen
Die Art ist die am weitesten verbreitete Schwärmerart Nordamerikas. Sie tritt vermutlich in praktisch allen Bundesstaaten der Vereinigten Staaten, zumindest als Irrgast, auf; Nachweise aus Montana, Wyoming und South Dakota fehlen jedoch bislang. Im Süden ist die Art selten. In Kanada tritt sie in Nova Scotia, im Süden von Québec, in Ontario nördlich bis Huntsville, in den südlichen Teilen der Prärieprovinzen und im Süden von British Columbia bis Summerland auf. Besiedelt werden verschiedene Lebensräume, die auch landwirtschaftlich genutzte Flächen einschließen. In Virginia und North Carolina tritt die Art als Schädling an Tabak und Tomate auf.

## Lebensweise
Die Falter schlüpfen tagsüber, sie werden aber erst während der Abenddämmerung aktiv. Sie werden durch künstliche Lichtquellen angelockt, wo sie häufig in großer Zahl auftreten. Die Imagines sind wichtige Bestäuber und sind an Rosafarbener Catharanthe (Catharanthus roseus), Lonicera japonica, Petunien (Petunia), Gewöhnlichem Seifenkraut (Saponaria officinalis), Flammenblumen (Phlox), Hakenlilien (Crinum), Nicotiana obtusifolia, Nicotiana attenuata und Agave parryi nachgewiesen.

### Flug- und Raupenzeiten
Die Falter fliegen im Norden und Südwesten ihres Verbreitungsgebiets in einer Generation im Juli und August. In Virginia und North Carolina sowie westlich entlang dem unteren Mississippital und südlich zum Tal des Rio Grande fliegen sie offenbar in zwei Generationen im Frühling und Herbst.

### Nahrung der Raupen
Lange Zeit galten Nachtschattengewächse (Solanaceae) als einzige Nahrungspflanzen der Art. Die Raupen fressen beispielsweise im östlichen Nordamerika häufig Tomate (Solanum lycopersicum) und Virginischen Tabak (Nicotiana tabacum). Im Südwesten findet man sie an verschiedenen Nachtschatten (Solanum), Großblütigem Stechapfel (Datura innoxia) und Nicotiana obtusifolia. Neuerdings wurde jedoch eine Population in Arizona an Kallstroemia parviflora aus der Familie der Jochblattgewächse (Zygophyllaceae) entdeckt.

## Entwicklung
Die Weibchen legen ihre Eier einzeln an der Ober- und Unterseite der Blätter der Nahrungspflanzen ab. Die Raupen ruhen auf der Mittelrippe auf der Blattunterseite und fressen auch in dieser Position. Die Verpuppung findet einige Zentimeter tief im Boden in einer Erdhöhle statt.

## Belege